# 南浦溪镇
南浦溪镇是中华人民共和国浙江省温州市泰顺县下辖的一个镇。
2016年9月8日，浙江省人民政府批复同意调整筱村镇管辖范围，增设南浦溪镇，镇政府驻新浦路23号。

## 行政区划
南浦溪镇下辖以下村级行政区划单位：
龙前村、新仓村、新厂村、库村、新兴村、双坑村、周新村、南峤村、孙坪村、箬垟村、包坑村、朝头垟村、新源村和培坑村。